# Nkeka Ukuh
Nkeka ou Nneka Ukuh (née le 20 novembre 1987) est une athlète nigériane, spécialiste du saut en hauteur. 

## Biographie
Nkeka Ukuh a remporté le saut en hauteur aux championnats du Nigeria de 2001 à 2006.

### Palmarès
| Date | Compétition            | Lieu        | Résultat | Performance |
| ---- | ---------------------- | ----------- | -------- | ----------- |
| 2003 | Jeux africains         | Abuja       | 1re      | 1,84 m      |
| 2006 | Championnats d'Afrique | Bambous     | 2e       | 1,80 m      |
| 2007 | Jeux africains         | Alger       | 5e       | 1,79 m      |
| 2008 | Championnats d'Afrique | Addis-Abeba | 4e       | 1,75 m      |

### Records
| Épreuve         | Performance | Lieu  | Date            |
| --------------- | ----------- | ----- | --------------- |
| Saut en hauteur | 1,84 m      | Abuja | 12 octobre 2003 |